# 山梨県立美術館
山梨県立美術館（やまなしけんりつびじゅつかん、英: Yamanashi Prefectural Museum of Art）は、山梨県甲府市貢川（くがわ）の「芸術の森公園」内にある美術館である。同公園は同市中西部の甲斐市寄りに位置し、前を国道52号（美術館通り）が通る。また、同公園内には山梨県立文学館もある。現在の館長は、文化庁長官や国立西洋美術館館長なども務めた青柳正規が2017年から務めている。

## 概要
公共文化施設の未整備から「文化不毛の地」と評されていた山梨県において、戦後には博物館建設構想など文化事業振興の気運が高まった。1967年（昭和42年）に山梨県知事となった田邊圀男は1975年（昭和50年）に3期目の当選を果たし、山梨県立県民文化ホールとともにかねてより懸案であった同美術館の設置事業に着手した。翌1976年（昭和51年）には美術資料取得基金を設立。旧山梨県緑化センター跡地において1977年4月に美術館の建設が着工された。
田辺国男の回想録『ミレーと私』によれば、田辺と初代館長・千澤楨治によりコレクションの中心をバルビゾン派の画家とする方針が定められ、置県100周年記念事業として19世紀のフランス画家ミレーの代表作『種まく人』の購入が山梨県議会で承認され、山梨県企業局が通商産業省から電気事業固定資産内の事業外固定資産として絵画購入が許可された。1977年（昭和52年）4月に飯田画廊の仲介でニューヨークのパークバーネットオークションにおいて『種まく人』と『夕暮れに羊を連れ帰る羊飼い』を計1億8200万円で落札した。その他に山梨放送社長野口英史の資金援助や山梨中央銀行からの資金寄付を受け、飯田画廊からミレー3作品（『ポーリーヌ・ヴィルジニ・オノの肖像』『冬、凍えたキューピッド』『ダフニスとクロエ』）を購入し、さらに山梨中央銀行から資金の寄付を受け美術館資料習得基金を設立し、ミレー以外にもクールベ、ターナーなどバルビゾン派画家の作品を収集した。
1978年（昭和53年）11月3日に開館。上智大学教授の千澤楨治が初代館長を務めた。1982年（昭和57年）には中央自動車道が全線開通し、山梨県の経済・社会に多大な影響を及ぼした。特に観光客の増加により山梨県の観光業が振興され、1983年（昭和58年）に山梨県立美術館の年間入場者数は12万人を記録。1985年（昭和60年）度には年間入場者数が60万人近くになった。
開館後も1995年から1998年にかけて、飯田画廊からミレーの『グレヴィルの断崖』『落穂拾い、夏』（山梨県企業局の備品として3億9800万円で購入）を入手した。飯田画廊からはミレーの版画の寄贈も受けている。2000年には山梨県都留市の相川プレス工業から寄託されていたミレーの『無原罪の聖母』が寄贈される。

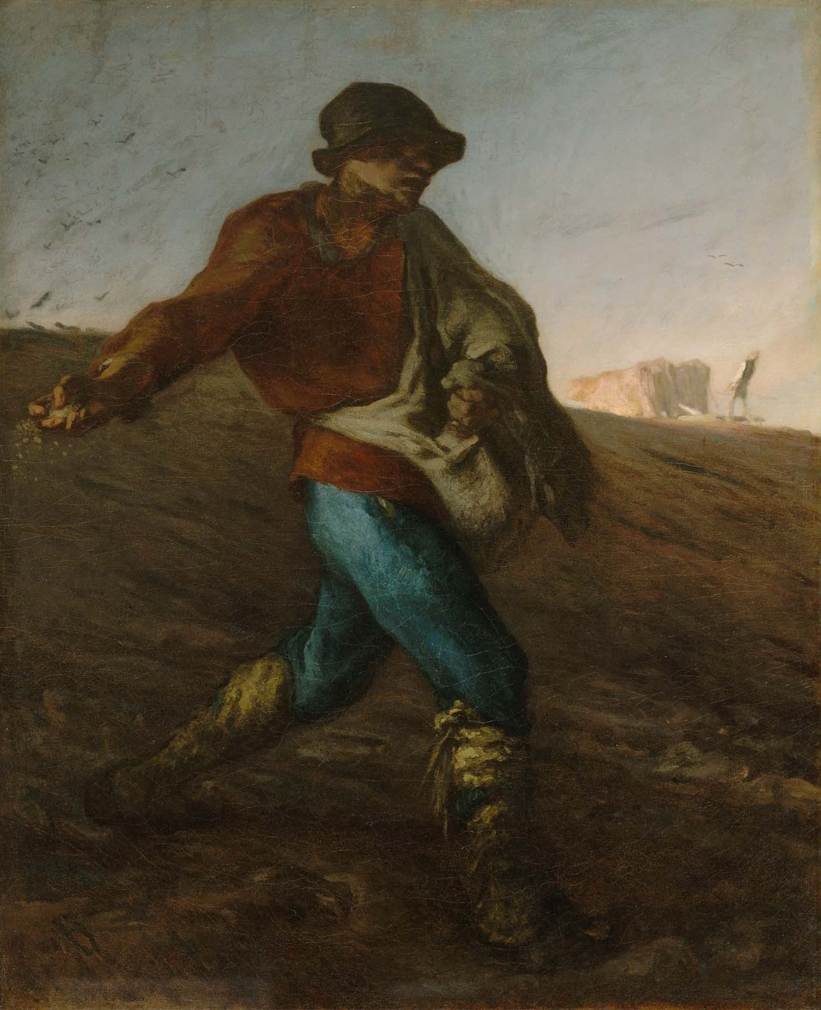
ボストン美術館にあるもう一枚の「種まく人」

『種まく人』、『落ち穂拾い、夏』をはじめとするミレーコレクションやバルビゾン派の画家の作品を収蔵し、「ミレーの美術館」として親しまれている。ミレーコレクションは油絵のほか、水彩画、素描、版画を含め41点を収蔵。その他にクールベ、ターナー、シャガール、ヴラマンクらの作品、山梨県出身の画家や山梨ゆかりの画家の作品なども数多く収蔵している。同公園内にはロダン、ヘンリー・ムーアらのヨーロッパ近代彫刻家の作品も設置されている。また、1988年（昭和63年）から2002年（平成12年）まで行われた「郷土作家シリーズ」をはじめ、山梨県出身の画家に関する多くの企画展が開催されているほか、一般展示室を貸し出して美術振興も行っている。
開館前に、『種をまく人』を高額で落札購入したことや、同基金以外に山梨県営発電所の売電収益からの購入費支出などに対し、山梨県民や県議会から反対意見もあった。一方で山梨の風土とミレー作品の調和が国内外の愛好家から支持され、好意的に受け入れられており、前述の『落ち穂拾い、夏』の購入時には目立った批判はなく、寧ろ作品購入を評価する声も寄せられた。
1988年（昭和63年）には開館10周年記念事業として、ロイスダールの『ベントハイム城の見える風景』を購入した。2002年（平成14年）に萩原英雄コレクションの一括寄贈を受け、2004年（平成16年）には萩原英雄作品展示室・萩原英雄コレクション室が開室する。2009年（平成21年）には萩原英雄記念室に改称される。
前近代の日本美術では重要文化財の『紙本淡彩陶道明聴松図』や山梨県指定文化財の『絹本著色法然上人絵伝』、『絹本着色五代目大木喜右衛門夫婦像』、『木版丹絵武田二十四将図』などを収蔵していたが、2005年（平成17年）に山梨県笛吹市御坂町成田に山梨県立博物館が開館し、それに伴い担当学芸員の異動とともに大木コレクションなど江戸時代以前の美術資料は同博物館に移管された。
また、同美術館は全国各地から多くの来館者が訪れることも特徴で、1983年度（昭和58年度）の年間入館者数は12万人にのぼり、2006年（平成18年）10月15日には総入館者数1000万人を達成した。

## コレクション
収蔵品は野外展示の彫刻などを含め1万点を越える。西洋美術ではジャン＝フランソワ・ミレーの「種をまく人」「落ち穂拾い、夏」「ポーリーヌ・V・オノの肖像」などミレーの作品群のほかバルビゾン派の画家の作品を数多く収蔵している。
日本近代美術では山梨県出身画家やゆかりのある画家の作品を多く収蔵し、野口小蘋や近藤浩一路、望月春江らの作品が収蔵されている。また、山梨県出身の版画家萩原英雄の作品群や蒐集コレクションの一括寄贈（4800点）を受けており、常設展では萩原英雄記念室が設けられている。

## 専門スタッフ

### 現在
平成29年度時点
- 青柳正規（館長、西洋美術）
- 井澤英理子（中世近世美術（日本））
- 高野早代子（県関係作家（近現代）、作品管理）
- 平林彰（近世近代美術（日本））
- 太田智子（現代美術（西洋・日本））
- 小坂井玲（西洋美術（近代・ミレー）普及事業）
- 森川もなみ（近代美術）

### 過去
- 千澤楨治（初代館長）
- 浜田隆（館長）
- 山田耕三（副館長）→櫛形町立春仙美術館館長
- 島田紀夫（館長）→ブリヂストン美術館館長
- 井出洋一郎→府中市美術館館長・群馬県立近代美術館館長
- 白石和己（館長、日本近代工芸）
- 守屋正彦（学芸課長）→筑波大学教授
- 田中晴久（学芸課長）→目黒区美術館館長
- 小野迪孝→東海大学教授
- 山本育夫→編集者、詩人、NPO代表
- 飯野正仁（学芸課長）
- 荒屋鋪透（学芸課長）→ポーラ美術館学芸部長
- 向山富士雄（学芸課長）→南アルプス市立美術館館長
- 神野真吾（学芸員）→千葉大学准教授
- 賀川恭子（学芸員）→ブリヂストン美術館学芸員
- 春原史寛（学芸員）→群馬大学准教授

## 建築概要
本館
- 設計：前川國男
- 竣工：1978年11月（建物本体のみ同年5月）
- 延床面積：6883m2
- 所在地：山梨県甲府市貢川1丁目4番27号

## 開館時間
9:00 - 17:00（ただし入館は16:30まで）

## 休館日
- 月曜日（祝日の場合はその翌日）
- 祝日の翌日（日曜日の場合は開館）
- 年末年始
- その他、臨時開館、臨時休館あり

## 入館料
常設展（ミレー館）
大人520円、大学生220円、高校生以下の生徒・児童は無料、65歳以上は無料、障害者手帳をご持参の方、およびその介護をされる方は無料（20名以上の団体は大人420円、大学生170円）
特別展
大人1,000円、大学生500円、県内の65歳以上は無料、県外からの65歳は大人料金。高校生以下の生徒・児童は無料、障害者手帳をご持参の方、およびその介護をされる方は無料（20名以上の団体は大人840円、大学生420円）
パスポート(常設展＋特別展)
大人1,260円、大学生・高校生590円
年間パスポート (定期観覧券)
発行日から1年間、山梨県立美術館の常設展・特別展を何回でも観覧できる。大人3,140円、大学生・高校生1,570円
４館共通定期観覧券(ミュージアム甲斐in券)
発行日から1年間、山梨県内の県立美術館、県立文学館、県立考古博物館、県立博物館のコレクション展（常設展）・特別（企画展）を何回でも観覧可能。大人5,240円、大学生2,620円。
県内宿泊者割引
来館日の前日・当日に山梨県内のホテルや旅館等の宿泊施設を利用する人が対象の割引制度。予約クーポンや宿泊施設の領収書等を窓口で提すると、団体料金で観覧できる。
11月20日「県民の日」
県民の日条例第5条に基づき、11月20日の「県民の日」には、県有施設の入館無料。

## 交通アクセス
- 甲府駅南口1番乗り場から発車する山梨交通バス03・04系統「県立美術館・竜王駅経由敷島営業所」行き、34・39系統「野牛島（やごしま）経由御勅使（みだい）」行き、35系統「大草経由韮崎駅」行きのいずれかに乗車し、いずれも「山梨県立美術館」バス停下車。
- 竜王駅より山梨交通バス03系統「昇仙峡口」行き、04系統「昇仙峡滝上」行きに乗車、「山梨県立美術館」バス停下車。
- 韮崎駅より山梨交通バス35系統「大草経由甲府駅」行に乗車、「山梨県立美術館」バス停下車。
- JR甲府駅よりタクシーで約15分。（料金1,600円程度）
- 中央自動車道甲府昭和インターチェンジより、料金所を昇仙峡・湯村方面へ出て、200メートル先を左折、徳行立体南交差点左折、アルプス通りを約2キロメートル上り、貢川交番前交差点を左折、国道52号を約1キロメートル左側。

## 不祥事
収蔵品盗難・行方不明
2022年8月、収蔵庫から時価60万円相当の工芸品が盗まれた。それを受けて収蔵品の全数点検をしていた同美術館は、2023年3月2日、絵画と銅版画の計2点、総額約170万円相当（購入当時の価格）が更に所在不明となっていることを明らかにした。同館副館長らは全収蔵品の調査点検を20年以上実施していなかったことが原因と説明したうえで、「毎年点検すべきなのに怠っていた」と陳謝した。